# 轟天龍虎會
《轟天龍虎會》是一部由于仁泰执导，罗素、比利·德拉戈主演的香港黑帮电影，真人真事改编，1989年11月上映。

## 剧情
故事发生在1980年代的荷兰阿姆斯特丹。越南武装组织为掠夺华人黑帮的堂口生意，杀掉池叔。池叔养子周氏兄弟鲍比和丹尼为池叔报仇，刺杀大量越南籍人員，两人在唐人街的生意和声望日盛，鲍比还爱上了在赌场工作的白人女子。华人帮的壮大引起意大利黑手党的嫉妒，对周氏兄弟及华人帮赶尽杀绝。周氏兄弟联合金三角毒枭与黑手党决战，周氏兄弟不幸双双丧生。最后，被荷兰警方抓获后判决无罪的黑手党党魁史考利被鲍比的手下远距离射杀。而这种帮派争权夺利的武装冲突会一直持续下去。

## 角色
| 演員         | 角色   | 介紹                      |
| 罗素         | 周波比 | 池叔的继承人              |
| Steven Leigh | 周丹尼 |                           |
| Lisa Schrage | 安妮   |                           |
| 比利·德拉戈  | 史加利 | 意大利黑手党党魁          |
| 谷峰         | 鍾池   | 池叔 华人黑帮老大         |
| 万梓良       | 大爛才 | 池叔手下 波比之父         |
| 刘德华       | 烧鸡   | 池叔手下                  |
| 刘嘉玲       | 燕虹   | 烧鸡管理的娱乐场子的歌手  |
| 韩坤         | 跛釗   | 波比手下                  |
| 黃光亮       | 啞仔   | 波比手下                  |
| 何沛東       | 光仔   | 波比手下 於結局槍殺史加利 |
| 何家駒       | 范明   | 越南武装组织老大          |
| 成奎安       | 土狗   |                           |
| Cahit Olmez  | 阿密   |                           |